# Rhacocarpus alpinus
Rhacocarpus alpinus är en bladmossart som beskrevs av Jean Édouard Gabriel Narcisse Paris 1900. Rhacocarpus alpinus ingår i släktet Rhacocarpus och familjen Hedwigiaceae. Inga underarter finns listade i Catalogue of Life.